# This Property Is Condemned
This Property Is Condemned (br.:Esta Mulher é Proibida / pt.: A Flor à beira do pântano) é um filme de 1966, dos gêneros drama e romance, dirigido por Sydney Pollack, roteirizado por Francis Ford Coppola, Fred Coe e Edith Sommer, baseado na peça de Tennessee Williams. Música de Kenyon Hopkins.

## Sinopse
Durante a Grande Depressão, Owen Legate chega a Dodson, Mississipi, com ordens de desativar o braço de ferrovia local. Ele se hospeda por uma semana na pensão de Hazel Starr e conhece as duas filha dela,a jovem Alva e a adolescente Willie. Hazel quer que Alva se torne concubina do idoso Senhor Johnson, funcionário da ferrovia, mas ela se interessa pelo recém-chegado Owen, esperando que ele a leva para New Orleans quando for embora. Owen reluta em manter um relacionamento com Alva, pois sabe que ela teve casos amorosos com outros homens e é usada pela mãe. 

## Elenco
- Natalie Wood ....... Alva Starr
- Robert Redford ....... Owen Legate
- Charles Bronson ....... J.J. Nichols
- Kate Reid ....... Hazel Starr
- Mary Badham ....... Willie Starr
- Alan Baxter ....... Knopke
- Rober Blake ....... Sidney
- Dabney Coleman ....... Vendedor
- John Harding ....... Johnson
- Ray Hemphill ....... Jim
- Brett Pearson ....... Charlie
- Jon Provost ....... Tom
- Robert Random...Tiny (como Bob Random)